# 德岭山镇
德岭山镇，是中华人民共和国内蒙古自治区巴彦淖尔市乌拉特中旗下辖的一个乡镇级行政单位。

## 行政区划
德岭山镇下辖以下地区：
第一社区、胜利村、兴丰村、乌镇村、大圣村、红旗村、苏独仑嘎查和四义堂村。